# Vádi es-Sáti tartomány
Vádi es-Sáti tartomány (arabul شعبية وادي الشاطئ [Šaʿbiyyat Wādī aš-Šāṭiʾ]) Líbia huszonkét tartományának egyike. A történelmi Fezzán régióban, az ország nyugati részén fekszik: északnyugaton Nálút tartomány, északkeleten el-Dzsabal el-Garbi tartomány, keleten el-Dzsufra tartomány, délkeleten Szabha tartomány, délen Vádi el-Haját tartomány, délnyugaton Gát tartomány, végül nyugaton Algéria határolja. Székhelye Adiri városa. Lakossága a 2006-os népszámlálás adatai szerint 78 532 fő.

## Fordítás
Ez a szócikk részben vagy egészben  a   Libyen#Verwaltungsgliederung című német Wikipédia-szócikk ezen változatának fordításán alapul.  Az eredeti cikk szerkesztőit annak laptörténete sorolja fel. Ez a jelzés csupán a megfogalmazás eredetét és a szerzői jogokat jelzi, nem szolgál a cikkben szereplő információk forrásmegjelöléseként.